# Capitán Thompson
Le Capitán Thompson est un sous-marin de classe Capitán O'Brien, construit au Royaume-Uni pour la marine chilienne à la fin des années 1920. Il a été en service dans la marine chilienne de 1930 jusqu'en 1958.

## Conception
Il était de conception similaire aux sous-marins britanniques contemporains de classe Odin, mais légèrement plus petit et armé d’un canon de pont plus grand de 4,7 pouces (120 mm)/ 45 calibres.
De même que ses deux unités jumelles (sister-ships en anglais), il a été construit par Vickers à Barrow-in-Furness. Le constructeur donne les dimensions suivantes : longueur hors-tout 272 pieds 9 pouces (83,1 m) ; maître-bau 27 pieds 6 pouces (8,4 m) ; tirant d'eau maximum 16 pieds 6 pouces (5,0 m) ; vitesse de 15 nœuds (28 km/h) en surface et 9,5 nœuds (17,6 km/h) en immersion.

## Engagements
Le Capitán Thompson est lancé le 15 janvier 1929 à Barrow-in-Furness, en Angleterre. Le 24 août 1929, il est officiellement remis au Chili et reçu par le contre-amiral Luis Escobar Molina. Son premier commandant fut le capitaine de frégate  Guillermo Troncoso Palacios.
Il est baptisé ainsi en l'honneur de Manuel Tomás Thomson Porto Mariño (3 novembre 1839 - 27 février 1880), un capitaine de frégate de la marine chilienne qui a combattu et est mort pendant la guerre du Pacifique (1879-1884). Il reçoit le commandement du monitor Huáscar ex-péruvien après sa capture par le Chili lors de la bataille navale d'Angamos fin 1879. L'année suivante, en 1880, ce navire participe au blocus d'Arica, et à la première bataille navale d'Arica contre le monitor Manco Cápac. Manuel Thomson est tué durant ce combat.
Il appareille d’Angleterre le 27 décembre 1929, aux côtés de ses sister-ships, les sous-marins Capitán O'Brien et Almirante Simpson, à destination de Valparaíso. Le groupe est commandé par le commodore  Julio Allard Pinto, qui a hissé sa marque sur le Almirante Simpson. Au cours de leur voyage, les sous-marins font escale à Vigo (Espagne), à Santa Cruz de Tenerife, en Martinique, au canal de Panama et à Arica où ils jettent l’ancre le 1er mars 1930. Ils arrivent à Valparaíso le 5 mars 1930.
En 1931, le Capitán Thompson fait partie de l’escadre du Sud. Pris par ses marins à Talcahuano, il participe au soulèvement de l’escadre. Il navigue jusqu’à Coquimbo, où il est bombardé par des avions de la Force aérienne chilienne (FACH), aux côtés du reste de l’escadre.
Pendant la Seconde Guerre mondiale, les trois sous-marins ont effectué des patrouilles le long de la côte chilienne.
Radié par la décision no 914 du 9 avril 1958 (il était alors le dernier sous-marin de la classe encore en activité), il est vendu en mai 1962 pour 5315,48 escudos.

## Postérité
En 1980 a lieu à Kiel la pose de la quille d'un nouveau sous-marin de type 209-1300, commandé en Allemagne par la marine chilienne. Il est lancé en 1982 et mis en service en 1984, en reprenant le nom de Capitán Thompson (SS-20).